# عيسى البطاط
عيسى الحاج سليمان البطاط هو أحد الناشطين في النضال ضد الإنجليز في فلسطين في فترة الإنتداب البريطاني وأثناء ثورة 1936–39 في فلسطين، من بلدة الظاهرية قضاء الخليل. كانت السلطات البريطانية تشتبه في تورطته بقتل عالم الآثار البريطاني جيمس ليزلي ستاركي [الإنجليزية] في يناير 1938.

## الثبت المرجعي
- Army of Shadows: Palestinian Collaboration with Zionism, 1917-1948. Cohen. University of California Press. 2008. ISBN:9780520252219. مؤرشف من الأصل في 2020-01-25. {{استشهاد بكتاب}}: الوسيط |الأول1= يفتقد |الأخير1= (مساعدة)صيانة الاستشهاد: آخرون (link)
- Good Arabs: The Israeli Security Agencies and the Israeli Arabs, 1948–1967. University of California Press. 2009. ISBN:9780520944886. مؤرشف من الأصل في 2018-09-14. {{استشهاد بكتاب}}: الوسيط |الأول1= يفتقد |الأخير1= (مساعدة) والوسيط غير المعروف |آخر1= تم تجاهله (مساعدة)